# Sites archéologiques de Bat, Al-Khutm et Al-Ayn
Pour les articles homonymes, voir Bat.
Les sites archéologiques de Bat, Al-Khutm et Al-Ayn en Oman abritent une importante nécropole du IIIe millénaire av. J.-C. Ils sont situés près d'une palmeraie.

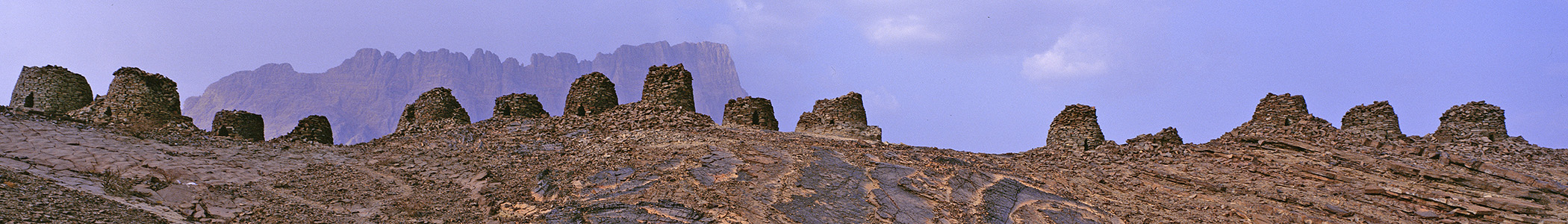
Panorama.